# Jugoslavia ai Giochi della XXVI Olimpiade
La Jugoslavia partecipò ai Giochi della XXVI Olimpiade, svoltisi ad Atlanta, Stati Uniti, dal 19 luglio al 4 agosto 1996, con una delegazione di 68 atleti impegnati in tredici discipline.

## Risultati

### Pallanuoto
| Atleta | Classifica |                       |
| --- | --- | --------------------- |
| V · D · M Nazionale maschile jugoslava di pallanuoto · Giochi olimpici - Atlanta 1996 Šoštar • Trbojević • Subotić • Zimonjić • Milanović • Šapić • Vičević • Uskoković • Savić • Jelenić • Vujasinović • Perović • Tadić · CT : Dragan Andrić | 8° |                       |
| Nazionale maschile jugoslava di pallanuoto · Giochi olimpici - Atlanta 1996 | |                       |
| Šoštar • Trbojević • Subotić • Zimonjić • Milanović • Šapić • Vičević • Uskoković • Savić • Jelenić • Vujasinović • Perović • Tadić · CT: Dragan Andrić                                                                                        | Šoštar • Trbojević • Subotić • Zimonjić • Milanović • Šapić • Vičević • Uskoković • Savić • Jelenić • Vujasinović • Perović • Tadić · CT: Dragan Andrić | Jugoslavia (bandiera) |